# 熙庆堂
熙庆堂，位于苏州市吴中区东山镇杨湾村，建于明代。1982年3月25日公布为第三批江苏省文物保护单位。